# Phryganocydia
Phryganocydia é um género botânico pertencente à família Bignoniaceae.

## Sinonímia
Phrygiobureaua

### Espécies
| - Phryganocydia antisyphilitica - Phryganocydia brevicalyx - Phryganocydia candolleana - Phryganocydia coito - Phryganocydia corymbosa - Phryganocydia dipleuropus - Phryganocydia japurensis | - Phryganocydia longa - Phryganocydia orinocensis - Phryganocydia phellosperma - Phryganocydia pisoniana - Phryganocydia uliginosa - Phryganocydia xanthophylla |